# Kaspar Grünwald
Kaspar Grünwald OP (* in Colmar, Elsass; † 31. Oktober 1512 in Würzburg) war ein deutscher Geistlicher.
Grünwald gehörte den Dominikanern an. Er promovierte in Theologie und war als Professor in Freiburg tätig.
Papst Alexander VI. ernannte ihn am 7. November  1498 zum Titularbischof von Ascalon und Weihbischof in Würzburg. Gleichzeitig war er auch Generalvikar in Würzburg. Seine Bischofsweihe empfing er in Santa Maria dell’Anima in Rom.